# Cosmarium biretum
Cosmarium biretum là một loài Song tinh tảo trong họ Desmidiaceae, thuộc chi Cosmarium.